# Tetragnatha kauaiensis
Tetragnatha kauaiensis là một loài nhện trong họ Tetragnathidae.
Loài này thuộc chi Tetragnatha. Tetragnatha kauaiensis được Eugène Simon miêu tả năm 1900.